# إيفاندر هوليفيلد
إيفاندر هوليفيلد (بالإنجليزية: Evander Holyfield) مواليد 19 أكتوبر 1962 في ألاباما، الولايات المتحدة، هو ملاكم أمريكي يصنف ضمن فئة الوزن الثقيل. حقق بطولة رابطة الملاكمة العالمية وبطولة المجلس العالمي للملاكمة وبطولة الاتحاد الدولي للملاكمة. شارك في دورة الألعاب الأولمبية الصيفية.

## إحصائيات
خاض خلال مسيرته 57 نزالاً، فاز في 44 وتعادل في 2 وخسر في 10. فاز بالضربة القاضية في 29 نزالا.

## الميداليات
| الميدالية | المسابقة                       |
| --------- | ------------------------------ |
| برونزية   | الألعاب الأولمبية الصيفية 1984 |
| فضية      | دورة الألعاب الأمريكية 1983    |

## وصلات خارجية
- إيفاندر هوليفيلد على موقع IMDb (الإنجليزية)
- إيفاندر هوليفيلد على موقع الموسوعة البريطانية (الإنجليزية)
- إيفاندر هوليفيلد على موقع إن إن دي بي (الإنجليزية)
- إيفاندر هوليفيلد على موقع قاعدة بيانات الفيلم (الإنجليزية)
- إيفاندر هوليفيلد على موقع بوكس ريك (الإنجليزية) (registration required)
- إيفاندر هوليفيلد على موقع اللجنة الأولمبية الدولية (الإنجليزية)
- إيفاندر هوليفيلد على موقع أوليمبيديا (الإنجليزية)
- إيفاندر هوليفيلد على موقع قاعة ألاباما للمشاهير الرياضية (مؤرشف) (الإنجليزية)
- إيفاندر هوليفيلد على موقع قاعة جورجيا للمشاهير الرياضية (مؤرشف) (الإنجليزية)

- الموقع الرسمي